# Arnfinn Heje
Arnfinn Kolbjørn Heje (* 26. Oktober 1877 in Oslo; † 29. Januar 1958 ebenda) war ein norwegischer Segler.

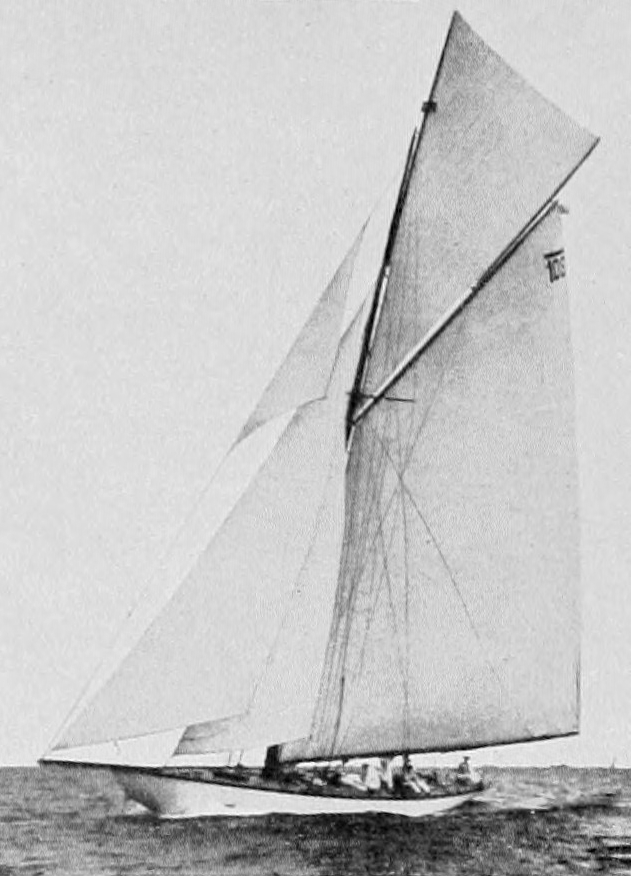
Magda IX, 12-Meter-Klasse, Goldmedaille 1912

## Erfolge
Arnfinn Heje, der für den Kongelig Norsk Seilforening segelte, wurde 1912 in Stockholm bei den Olympischen Spielen in der 12-Meter-Klasse Olympiasieger. Er war Crewmitglied der Magda IX, die in beiden Wettfahrten der Regatta den ersten Platz belegte und damit den Wettbewerb vor den einzigen beiden Konkurrenten gewann, dem schwedischen Boot Erna Signe von Skipper Nils Persson und dem finnischen Boot Heatherbell von Skipper Ernst Krogius. Zur Crew der Magda IX gehörten außerdem Alfred Larsen, der auch Eigner der Magda IX war, sowie Nils Bertelsen, Eilert Falch-Lund, Halfdan Hansen, Petter Larsen, Magnus Konow, Christian Staib und Carl Thaulow. Skipper und Konstrukteur der Yacht war Johan Anker.
Sein Vater Knut Knutsen Heje war Regisseur. Seine Ausbildung absolvierte Arnfinn Heje an Trondhjems Tekniske Læreanstalt und war ab 1914 Direktor der Agra Margarinefabrik in Oslo.